# Mamadou Diabang
Mamadou Laminé „Momo“ Diabang (* 21. Januar 1979 in Dakar) ist ein senegalesischer Fußballspieler, der auch die deutsche Staatsangehörigkeit besitzt. Als Profi spielte er während seiner Karriere unter anderem in der Bundesliga in Bielefeld sowie in Bochum. Des Weiteren stand er zwei Spielzeiten in Österreich in Wien bei der Austria unter Vertrag. Aktuell ist er Trainer beim SV Löhne-Obernbeck.

## Verein
Seine ersten fußballerischen Schritte in Deutschland unternahm der Stürmer beim Rotenburger SV und FC Oberneuland, bevor er zum Bundesligisten Arminia Bielefeld wechselte. Weitere Stationen waren der  VfL Bochum, Kickers Offenbach und FC Augsburg. Beim Zweitligaspiel gegen den TSV 1860 München am 27. Oktober 2006 zog er sich einen Riss an der Achillessehne zu, woraufhin er einige Monate ausfiel. Am 24. Juli 2008 unterschrieb Diabang einen Vertrag bis Sommer 2010 beim österreichischen Erstligisten FK Austria Wien; bei der Austria konnte er 2009 den österreichischen Pokal gewinnen.
Zur Saison 2010/11 wechselte er zurück nach Deutschland zum Zweitliga-Aufsteiger VfL Osnabrück. Nachdem er zu Beginn der Saison hauptsächlich als Einwechselspieler fungierte, erzielte Diabang am 19. November 2010 im Heimspiel gegen Hertha BSC (2:0) in der 26. Minute das zwischenzeitliche 1:0 und damit seinen ersten Treffer für die Niedersachsen. Im Sommer 2011 schloss sich der Angreifer dem Osnabrücker Bezirksligisten SC Lüstringen an, ehe er sich im Januar 2012 dem Regionalligisten VfB Lübeck anschloss.
Einem Eintrag auf Transfermarkt.de zufolge hatte der Spieler seine Karriere per 1. Januar 2013 beendet, doch im März 2015 schloss sich Diabang allerdings dem Bielefelder Kreisligisten TuS Brake an. Anschließend spielte er für den SC Hicret Bielefeld und war seit Juli 2016 für den Bezirksligisten FC Türk Sport Bielefeld aktiv. Im Januar 2017 schloss er sich infolge eines Ortswechsels dem TuS Tengern an. Zum Jahreswechsel 2017/2018 kehrte Mamadou Diabang zum SC Hicret Bielefeld zurück, ehe er sich Türkgücü Gütersloh anschloss. Im Sommer 2020 wechselte Momo erneut und schloss sich der neu gegründeten dritten Mannschaft des SV Löhne-Obernbeck an.
Zur Saison 2023/24 wird Momo die A-Jugend des SV Löhne-Obernbeck als Trainer übernehmen. Ihm zur Seite stehen dann Marco Fründ und Mario Hagemeier.

## Nationalmannschaft
Diabang bestritt mehrere Partien für die senegalesische Fußballnationalmannschaft.

## Wettbewerbsübersicht
| Bundesliga   | Bundesliga   | 69  | Spiele | 17 | Tore |
| 2. Liga      | 2. Liga      | 100 | Spiele | 17 | Tore |
| Regionalliga | Regionalliga | 19  | Spiele | 4  | Tore |
| DFB-Pokal    | DFB-Pokal    | 15  | Spiele | 3  | Tore |
| Europapokal  | Europapokal  | 3   | Spiele | 0  | Tore |
| A-Team       | A-Team       | 8   | Spiele | 0  | Tore |